# 飞跃街道
飞跃街道，是中华人民共和国吉林省长春市朝阳区下辖的一个乡镇级行政单位。2020年7月，撤销双德乡，设立双德、飞跃街道，区划代码为220104012。飞跃街道辖区范围东至蔚山路、创信街，南至超达大路，西至开运街，北至飞跃路，辖三家子村和众恒、怡众、红嘉、永达、永信、三佳6个社区以及耿家村民事务管理办公室。